# Jean d'Aragon (1478-1497)
Jean d'Aragon (Juan de Aragón) ou Jean de Trastamare (Juan de Trastamare), né le 30 juin 1478 à Séville et mort le 4 octobre 1497 à Salamanque, deuxième enfant de Ferdinand II d'Aragon et Isabelle Ire de Castille, est l'héritier présomptif des deux couronnes jusqu'à sa mort. 
Marié en 1497 avec la fille de l'empereur Maximilien, chef de la maison de Habsbourg, Marguerite d'Autriche, il meurt peu de temps après, ouvrant la route des trônes à sa sœur aînée Isabelle (1470-1498), puis à sa sœur cadette Jeanne (1479-1555), épouse du frère de Marguerite, Philippe le Beau (1478-1506).

## Biographie

### Origines familiales et enfance
Son prénom lui venait de ses grands-pères : Jean II d'Aragon et Jean II de Castille. 
Il est éduqué à partir de l'âge de huit ans par le dominicain Diego de Deza à Salamanque . 
C'est un enfant et un adolescent de santé fragile. En 1496, ses parents l'installent à Almazán et lui organisent une vie monacale[pas clair].

### Projets de mariage
Il est d'abord envisagé de le fiancer avec Anne de Bretagne, héritière présomptive du duc François II de Bretagne, mais ce projet n'aboutit pas. 
Un mariage est également envisagé avec Catherine d'York, fille d'Édouard IV d'Angleterre, mais le projet est abandonné après la mort du roi d'Angleterre en 1483. 

### Mariage avec Marguerite d'Autriche
Ses parents, en guerre avec le roi Charles VIII de France pour le royaume de Naples (première guerre d'Italie), et l'empereur Maximilien d'Autriche, lui aussi adversaire de la France, décident d'unir leurs enfants par des mariages croisés : en avril 1497, Jean épouse donc Marguerite d'Autriche, tandis que sa sœur cadette Jeanne a épousé l'archiduc Philippe de Habsbourg (Philippe le Beau) le 20 octobre 1496. 
Le couple s'entendit très bien[pertinence contestée]. La cour s'étonna du temps que les jeunes mariés passaient ensemble, les médecins en particulier, étant donné la santé fragile du prince[réf. nécessaire]. 

### Décès et inhumation
Jean meurt après quelques mois de mariage, alors qu'il est en route pour le Portugal où il se rend pour le mariage de sa sœur Isabelle. Il est ensuite inhumé dans le monastère royal saint Thomas à Ávila. 
À l'époque, est évoquée la possibilité que cette mort prématurée soit due à une fréquentation trop assidue de son épouse. Charles Quint, fils de Jeanne, s'en souvient sans doute quand il recommande à son fils Philippe une certaine continence dans ses relations avec sa première épouse. Les symptômes évoquent plutôt une tuberculose. 
Six mois plus tard, Marguerite d'Autriche donne naissance à une fille mort-née. 

## La fin des Trastamare et l'avènement des Habsbourg en Espagne
Sa mort sans descendance mâle signifie l'extinction de la maison de Trastamare, Ferdinand et Isabelle ne paraissant plus en mesure d'avoir un autre fils. 
En 1504, à la mort de la reine de Castille, la couronne passe à Jeanne et à son époux Philippe le Beau. Mais celui-ci meurt en 1506 et la santé mentale de Jeanne se dégrade : elle est internée et Ferdinand assure la régence du royaume de Castille.
En 1516, après la mort de Ferdinand, son petit-fils Charles de Habsbourg est intronisé comme roi d'Aragon et roi de Castille, formellement en co-royauté avec sa mère, mais de fait seul. En 1519, après la mort de Maximilien, il est élu empereur sous le nom de Charles Quint (Charles V), devenant le prince le plus puissant d'Europe, maître de l'Espagne, des Pays-Bas, de l'Autriche, d'une partie de l'Italie et d'une partie de l'Amérique.